# サムシング・イン・ジ・エアー
「サムシング・イン・ジ・エアー」（Something in the Air）は、イングランドのロック・バンドのサンダークラップ・ニューマンが1969年に発表したデビュー・シングルである。

## 概要
ドラマーでシンガーのスピーディー・キーンは、ザ・フーが1967年12月に発表したアルバム『セル・アウト』に「アルメニアの空（Armenia City in The Sky）」という楽曲を提供していた。それが縁となり、ザ・フーのピート・タウンゼンドはキーンの楽曲を演奏するバンドを作ることを目論む。1969年、タウンゼンドのイーリング・アート・カレッジ時代の友人でジャズ・ピアニストのアンディ・ニューマン、まだ15歳だったギタリストのジミー・マカロック、そしてキーンの3人で「サンダークラップ・ニューマン」が結成された。
「サムシング・イン・ジ・エアー」はタウンゼンドのプロデュースにより同年5月23日にシングルA面曲として発表された。タウンゼンドは「Bijou Drains」という変名でベースも担当した。オリジナルのタイトルは「Revolution」だったが、ビートルズの同名の楽曲との混同を避けるため変更された。B面の「ウィルヘルミナ」はアンディ・ニューマンがリード・ボーカルをとった。
同年7月、全英シングルチャートにおいて3週連続1位を記録した。また11月1日付のビルボード・Hot 100で37位を記録した。
本作品はホ長調（E）で始まるが、2番の歌詞で1音上がり、嬰ヘ長調（F♯）に転調する。次のニューマンのピアノ・ソロでハ長調（C）に下がり、3番でまた変イ長調（A♭）に転調する。

## 演奏メンバー
- スピーディー・キーン - ボーカル、ドラムズ
- ジミー・マカロック - ギター
- ピート・タウンゼンド - ベース、オーケストラのアレンジ
- アンディ・ニューマン - ピアノ

## その他
- 本作品は多くの映画で使用された。『マジック・クリスチャン』（1969年）、『いちご白書』（1970年）、『キングピン/ストライクへの道』（1996年）、『あの頃ペニー・レインと』（2000年）、『月のひつじ』（2000年）、『ガール・ネクスト・ドア』（2004年）など。

- カバー・バージョンも多い。ラベル、ハービー・マン、サイモン・パーク、ユーリズミックス、フィッシュ、ライトニング・シーズ、トム・ペティ&ザ・ハートブレイカーズ、鈴木さえ子などがカバーしている。